# Comboslégy

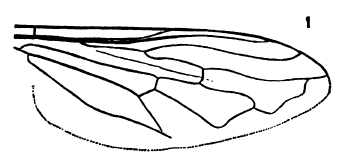
Syritta pipiens szárnyának felépítése

A comboslégy (Syritta) a zengőlegyek (Syrphoidea) öregcsaládjában a névadó zengőlégyfélék (Syrphidae) család herelégyfélék (Eristalinae) alcsaládjába sorolt darázszengőlégy-rokonúak (Milesiini) nemzetségének egyik neme mintegy hatvan, a 2010-es évek végéig leírt fajjal.

## Származása, elterjedése
Az, hogy a nemet kozmopolitának tekintjük, alapvetően az északi félteke nagy részén megtelepedett zizegő comboslégy (Syritta pipiens) típusfajnak köszönhető. A többi faj területe jóval kisebb; többségük az afrotropikus faunaterületen él. A palearktikus faunatartományban hat fajukat találták meg. Európából 3 fajukat ismerjük; közülük a zizegő comboslégy (Syritta pipiens) típusfaj Magyarországon is jól ismert.
Az ausztráliai faunabirodalomban (Notogea) és az orientális faunaterületen összesen 15 faja ismert. Észak-Amerikában (nearktikus faunatartomány) elterjedésének déli határterülete Mexikó. Valószínűsítik, hogy:
- a Syritta pipiens és
- a Syritta flaviventris is az emberekkel települt át erre a kontinensre.

## Megjelenése, felépítése
Közepesnél kisebb, karcsú zengőlégy. Potroha henger alakú. Nevét onnan kapta, hogy harmadik pár combja erősen megvastagodott.

## Életmódja, élőhelye
Pocikféregszerű lárvái koprofágok vagy szaprofágok.

## Fordítás
Ez a szócikk részben vagy egészben  a   Syritta című angol Wikipédia-szócikk ezen változatának fordításán alapul.  Az eredeti cikk szerkesztőit annak laptörténete sorolja fel. Ez a jelzés csupán a megfogalmazás eredetét és a szerzői jogokat jelzi, nem szolgál a cikkben szereplő információk forrásmegjelöléseként.